# Ваду Оиј (Констанца)
Ваду Оиј (рум. Vadu Oii) насеље је у Румунији у округу Констанца у општини Харшова. Oпштина се налази на надморској висини од 4 m.

## Становништво
Према подацима из 2002. године у насељу је живело 423 становника, од којих су сви румунске националности.